# آنا روزا نونيز
آنا روزا نونيز هي أمينة مكتبة وكاتِبة وشاعرة كوبية، ولدت في 11 يوليو 1926 في هافانا في كوبا، وتوفيت في 2 أغسطس 1999 في ميامي في الولايات المتحدة.